# نظریه فلسفی
چارچوبی است که فیلسوف برای بیان آرا و نظرات خود با منطق و دلیل، سعی در ایجاد یا اثبات آن را دارد. نقطه شروع همه این چارچوب همیشه اصول اولیه یا همان قانون فلسفی است. سنگ بنای هر دستگاه فلسفی اصول اولیه آن است.
در دستگاه فلسفی افلاطون خوبی و بدی مطلق اعلام شده و مفاهیمی چون عدالت و عشق بینهایتی دست یافتنی فرض شده‌اند.
در دستگاه فلسفی نیوتون اندازه اجسام و اندازه زمان ثابت فرض شده و این در بیان از بدیهیات آن است. در دستگاه فلسفی اینشتین آنچه ثابت فرض شده؛ سرعت نور است. همچنین سرعت بی‌نهایت غیرممکن و بیشینه سرعت همان سرعت نور اعلام شده‌است.